# Belgia na Letnich Igrzyskach Olimpijskich 1952
Belgię na Letnich Igrzyskach Olimpijskich 1952 reprezentowało 135  zawodników.

## Zdobyte medale
| Medal  | Zawodnik                                                    | Dyscyplina  | Konkurencja                             |
| ------ | ----------------------------------------------------------- | ----------- | --------------------------------------- |
| Złoto  | André Noyelle                                               | Kolarstwo   | Wyścig indywidualny ze startu wspólnego |
| Złoto  | André Noyelle Robert Grondelaers Lucien Victor Rik Van Looy | Kolarstwo   | Wyścig drużynowy ze startu wspólnego    |
| Srebro | Robert Grondelaers                                          | Kolarstwo   | Wyścig indywidualny ze startu wspólnego |
| Srebro | Michel Knuysen Bob Baetens                                  | Wioślarstwo | Dwójka bez sternika                     |